# Atheta contristata
Atheta contristata är en skalbaggsart som först beskrevs av Ernst Gustav Kraatz 1856.  Atheta contristata ingår i släktet Atheta, och familjen kortvingar. Arten har ej påträffats i Sverige.